# Kraľovany
Kraľovany (węg. Kralován) – wieś i gmina (obec) w północnej Słowacji, w powiecie Dolný Kubín w kraju żylińskim, ok. 17 km na południowy zachód od Dolnego Kubína. W 2016 roku liczyła 436 mieszkańców.
Wieś położona jest na wysokości ok. 430 m n.p.m. w wąskiej i głębokiej dolinie u ujścia Orawy do Wagu. Otaczają ją wzniesienia Małej Fatry (od północy i zachodu) i Wielkiej Fatry (od południa i wschodu).
Pierwsze wzmianki o Kraľovanach, jako o wsi tzw. państwa orawskiego, pochodzą z 1363 r. Była wsią flisaków, a od czasu wybudowania Kolei Koszycko-Bogumińskiej z późniejszym odgałęzieniem w kierunku Dolnego Kubína – również miejscowością kolejarzy. W nocy z 23 na 24 sierpnia 1944 r., w ramach przygotowań do słowackiego powstania narodowego, słowaccy partyzanci zatarasowali tunel kolejowy w przesmyku kraľovańskim.
W miejscowości jest stacja kolejowa Kraľovany.